# عمر أدورنو
عمر أدورنو (مواليد 8 أغسطس 1979) هو ملاكم من بورتوريكو، مثّل بلاده في الألعاب الأولمبية الصيفية 1996.

## روابط خارجية
عمر أدورنو على موقع بوكس ريك (الإنجليزية) (registration required)
- عمر أدورنو على موقع أوليمبيديا (الإنجليزية)